# Anna Maria Bühler
Anna Maria Bühler (Domat/Ems, 4 augustus 1774 - Chur, 25 november 1854) was een Zwitserse heldin uit de Franse revolutionaire oorlogen.

## Biografie
Anna Maria Bühler werd geboren in 1774 als dochter van een landbouwer uit Graubünden. Zij huwde tweemaal: een eerste maal in 1803 met Joseph Jäger uit Vättis en een tweede maal met Heinrich Brandenstein uit Rotenburg an der Fulda (Hessen). Tijdens de Franse revolutionaire oorlogen wist zij op 3 mei 1799 in Surselva de terugtrekking van de Franse troepen te vertragen. Zij was in staat de Franse militairen op te houden totdat zij door de Zwitserse soldaten konden worden ingerekend en zo ook de Franse paarden en het kanon konden bemachtigen. De daad van Bühler werd voor het eerst vermeld in een lokale krant op 2 augustus 1799 en werd formeel door de autoriteiten erkend op 8 februari 1804. In 1811 werd zij in Wenen ontvangen door keizer Frans I van Oostenrijk, die haar een lijfrente toekende uit de Oostenrijkse staatskas. Van 1804 tot aan haar overlijden diende zij de familie van graaf Johann von Salis-Soglio. Vanaf 1842 zouden verschillende vaderlandslievende schrijvers, dichters en journalisten stukken schrijven over de daad van Anna Maria Bühler.